# Distretto di Cheren
Il distretto di Cheren è  un distretto dell'Eritrea nella regione dell'Anseba, con capoluogo Cheren.